# Barraca del Fondo Blau
La Barraca del Fondo Blau és una barraca de vinya de Calafell (Baix Penedès) protegida com a Bé Cultural d'Interès Local. La barraca és situada a una parcel·la de la partida de la Foradada.

## Descripció
Edificació d'ús agrícola de planta rectangular, amb els cantons arrodonits, amb un sol espai interior i una porta d'entrada amb llinda, formada per una llosa plana. Sobre la llinda hi ha un arc de descàrrega fet amb maçoneria col·locada de cantell. La porta és situada al costat nord-est. La coberta és una volta cònica -o falsa cúpula- feta amb la superposició de filades de lloses planes, formant anells, el radi dels quals va decreixent progressivament, la qual, per la seva cara exterior, va ser recoberta amb una capa de terra vegetal en la qual es van plantar lliris per tal de compactar-la i fer-la impermeable.
Murs i volta realitzats amb peces irregulars de pedra unides en sec amb l'ajut de falques, també de pedra, de dimensions més petites. Els murs tenen un rebliment de predruscall.